# Cantón de Bligny-sur-Ouche
El cantón de Bligny-sur-Ouche era una división administrativa francesa, que estaba situada en el departamento de Côte-d'Or y la región de Borgoña.

## Composición
El cantón estaba formado por veintidós comunas:
- Antheuil
- Aubaine
- Auxant
- Bessey-en-Chaume
- Bessey-la-Cour
- Bligny-sur-Ouche
- Chaudenay-la-Ville
- Chaudenay-le-Château
- Colombier
- Crugey
- Cussy-la-Colonne
- Écutigny
- La Bussière-sur-Ouche
- Lusigny-sur-Ouche
- Montceau-et-Écharnant
- Painblanc
- Saussey
- Thomirey
- Thorey-sur-Ouche
- Veilly
- Veuvey-sur-Ouche
- Vic-des-Prés

## Supresión del cantón de Bligny-sur-Ouche
En aplicación del Decreto nº 2014-175 de 18 de febrero de 2014, el cantón de Bligny-sur-Ouche fue suprimido el 22 de marzo de 2015 y sus 22 comunas pasaron a formar parte del nuevo cantón de Arnay-le-Duc.